# لقلقي إهليلجي
لقلقي إهليلجي (الاسم العلمي:Pelargonium ellipticum) هو نوع من النباتات يتبع جنس اللقلقي من الفصيلة الغرنوقية.